# Veritatis splendor
Veritatis splendor (укр. сяйво Істини) — енцикліка Папи Римського Івана Павла II про деякі основні проблеми морального вчення Церкви. Вийшла у світ 6 серпня 1993 року.

## Структура
Енцикліка складається з трьох частин, вступу та висновку.
- Вступ.
- Частина I. «Учителю Добрий, що маю зробити я доброго?» (Мт. 19:16)
- Частина II. «І не стосуйтесь до світу цього» (Рим. 12:2)
  - I. Свобода й Закон
  - II. Совість й істина
  - III. Основний вибір та його конкретні елементи
  - IV. Моральна дія
- Частина III. «Щоби безсилим не став хрест Христа» (1Кор. 1:17)
- Висновок.

## Зміст
Від Івана Павла II тривалий час чекали енцикліки, присвяченої моральним проблемам і вченню Церкви, що стосується моральності, тим більше, що Другий Ватиканський собор приділив мало уваги теології моралі.
Вперше Іван Павло II заявив про свій намір випустити енцикліку з моральної теології в 1987 р. в апостольському посланні «Spiritus Domini», що було присвячене 200-річчю смерті святого Альфонса Ліґуорі, видного морального теолога XVIII століття. Це говорить про те, що робота над «Veritatis Splendor» велася принаймні шість років. Однак праця над новим виданням Катехизісу Католицької Церкви, що вийшов у світ 25 червня 1992 р., відклала появу нової енцикліки.
Теологія моралі вважалася в XX столітті одним з найважчих питань католицької теології, особливо складним вважалося питання про зв'язок моралі й моральності зі змістом свободи волі. У суперечках про сенс свободи та зв'язку її з моральністю католицькі дебати щодо моральної теології торкнулися деяких спірних питань суспільного життя кінця XX століття.
Можливо, в зв'язку з цим енцикліка «Veritatis Splendor» не встановлювала жодних непорушних кордонів і не давала однозначних відповідей на спірні питання. Іван Павло II запропонував не нав'язуючи своє бачення складних питань, спираючись, в першу чергу, на Євангеліє.
У першій частині «Veritatis Splendor» присутній роздум над євангельською історією про заможну молоду людину, яка прийшла до Ісуса Христа спитати: «Учитель Благий! Що доброго маю чинити, щоб мати життя вічне?» (Мт. 19:16). Історично багато католицьких коментаторів розглядали його питання в контексті покликання до Священства. Для Івана Павла II він — будь-яка людина, що задає питання, який переслідує або надихає кожне людське життя: яке добро повинен я зробити, щоб реалізувати вічне благо?.
Особливо Іван Павло II зупиняється на питанні різноманітності, як на важливому факторі сучасного існування. Різноманітність культур і традицій різних народів та необхідність поважати й враховувати їх в християнській місії — одна з найважливіших тем всього понтифікату «Папи-мандрівника», проте в «Veritatis Splendor» Папа наполягає на існуванні універсального морального закону, єдиного для всіх людей й вбудованого в людську сутність, до того ж Папа підкреслює, що універсальність цього морального закону може і повинна служити основою для серйозного діалогу між людьми різних культур. Вбивство, геноцид, рабство, проституція, торгівля жінками і дітьми, аборти, — стверджує Папа — завжди в корені хибні, оскільки за самою своєю природою завдають шкоди як жертвам, так і злочинцям.
|  | Можна говорити про універсальність природного закону. Так як він відображений в розумній природі особистості, то обов'язковий для кожної істоти, обдарованого розумом, незалежно від історичної епохи його існування. Прагнучи до досконалості властивим їй особливим чином, людська особистість повинна робити добро і уникати зла, піклуватися про передачу й збереження життя, множити багатство навколишнього світу, покращувати суспільне життя, шукати істину, робити добрі вчинки, споглядати прекрасне. |

У підготовці «Veritatis Splendor» брало участь кілька впливових католицьких богословів. При редагуванні Іван Павло II консультувався з єпископами та теологами в усьому світі. Серед головних консультантів називають бельгійського домініканця Сервеса Рінкерса, кардинала Йозефа Ратцінгера (майбутнього папу Бенедикта XVI), колег Івана Павла II з Люблінського католицького університету Тадеуша Стишеня та Анджея Шостека, а також головного теолога папського двору — швейцарського домініканця Георга Котьєра. Проте, Іван Павло II, безумовно, був провідною інтелектуальною силою в написанні «Veritatis Splendor» від початку і до кінця, що підтверджується тим же Ратцінгером.
Після публікації енцикліки Іван Павло II регулярно отримував як позитивні, так і негативні відгуки про «Veritatis Splendor», причому не тільки від католицьких, а й від протестантських та юдейських теологів.